# 호조 사다토키
호조 사다토키(일본어: 北条 貞時)는 가마쿠라 막부 제9대 싯켄(執權; 쇼군의 섭정)이다. 8대 싯켄 호조 도키무네의 적장자. 어머니는 아다치 요시카게의 딸 호리우치도노(가쿠산니).

## 생애

### 탄생과 원복
분에이(文永) 8년 12월 12일(1272년 1월 14일)、8대 싯켄 호조 도키무네(北条時宗)의 적남(嫡男)으로써 가마쿠라(鎌倉)에서 태어났다. 어렸을 때의 이름은 고주마루(幸寿丸)였다.
겐지(建治) 3년(1277년) 12월 2일에 원복을 행하고 사다토키(貞時)라 이름하였다. 이 날의 모습은 《겐지산넨기》(建治三年記)에 실려 있으며, 도쿠소(得宗) 가문의 적남의 원복식을 알려주는 귀중한 자료로 남아 있다. 이때 에보시오야(烏帽子親)는 명확하게는 밝혀져 있지 않지만 ｢二棟の御所西の御格子に上らる。西の御侍｣라는 기술에서 원복식을 거행하였던 장소가 후타무네 고쇼(二棟御所)의 서시(西侍)로 엣슈(越州)가 때를 고하였다. 그 뒤 (쇼군이) 나와 거동하시어하시었을까. 다음으로 현식(賢息, 사다토키) 주렴 안으로찾아 뵈었다.｣(越州刻限を申さる。その後出御か。次いで賢息御簾中に参らる)라는 표현으로 보아 당시의 쇼군(将軍)이었던 고레야스 친왕(惟康親王)이 입회하였음을 알 수 있고 이때까지의 도쿠소케 당주들이 그랬던 것처럼 막부 쇼군(고레야스 친왕)을 에보시오야로써 원복을 거행했던 것으로 보인다.
원복에 즈음하여 에보시오야의 이름 한 자를 받는 경우가 대부분이었는데 ｢사다토키｣(貞時)라는 이름에서 보이듯 쇼군의 이름자(고레야스 친왕의 이름자인 ｢惟｣ 또는 ｢康｣)는 받지 않았던 것으로 보이며, 사다토키와 같은 시대(혹은 그보다 윗세대)의 인물로 ｢사다｣(貞)라는 이름자를 사용한 인물은 없기에, 일본 학계의 연구에서는 호조 가문의 선조이기도 했던 헤이안 시대의 무장 다이라노 사다모리(平貞盛)의 이름으로부터 따온 것이라는 견해가 보이고 있다. 원래는 호소카와 시게오(細川重男)가 이 설(덧붙여 사다토키의 아들인 다카토키高時의 ｢高｣도 다이라 가문의 선조인 다카모치 왕高望王에게서 유래하였다는 설)을 시사하였고 명확한 근거를 제시하지 않았기에 논문 등에서는 보이지 않았으나 쓰노다 도모히코(角田朋彦)가 근거를 붙여서 이 설을 지지하였다. 이것은 호소카와의 저서로 아버지 도키무네의 대에 도쿠소케에 의한 정치 지배체제를 확립하는데 있어서 그 정통성을 주장하기 위해 조상인 호조 요시토키(北条義時)를 다케노우치노 스쿠네(武内宿禰)에 빗대는 전설이 생겨나서 유포된 것이나、도키무네와는 뗄 수 없는 사이였던 다이라노 요리쓰나(平頼綱, 사다토키의 유모의 남편)가 자신의 집안의 격을 높이기 위해 둘째 아들 스케무네(資宗, 助宗라고도 쓴다)의 이름자(이름 앞의 한 글자)를 다이라노 스케모리(平資盛)에게서 구하였을 가능성이 있음을 제시하고 이러한 발상이 가능하다면 똑같이 도키무네가 자신의 적남의 이름을 다이라노 사다모리에게서 찾으려 했다고 볼 수 있지는 않을까 하는 이유에서였다. 덧붙여 쓰노다는 사다토키의 대에는 쇼군→고케닌이라는 이름자 수여의 도식은 존재하지 않으며 도쿠소케 당주인 사다토키의 ｢사다｣라는 이름자가 다른 고케닌(御家人)들에게 수여된다는 도식이 이 시대에 성립되어 있었던 것을 고케닌의 이름에서 엿볼 수 있고、이것은 도쿠소 권력이 확립되어 있었음을 보여주는 한 증거로 볼 수 있다는 견해를 제시하였다.

### 가독 상속과 시모쓰키 소동
고안(弘安) 7년(1284년) 4월에 아버지 도키무네가 병사하고 13세(만12세)의 나이로 싯켄으로 취임하였다. 그러나 8월에는 호조 토키미쓰(北条時光, 호조 가 사스케류佐介流)의 음모 사건이 일어나는 등 초기 치세는 매우 불안정하였다. 이는 사다토키에게 다른 형제가 없었고 또한 숙부이자 도키무네의 친동생이었던 호조 무네마사(北条宗政) 등 유력 친족이 요절해 버렸기 때문에 어린 사다토키를 지지해 주어야 할 울타리가 전혀 없었기 때문이기도 하였다.
때문에 막부의 정치는 사다토키의 외할아버지이자(다만 혈연상으로는 큰외삼촌) 유력 고케닌으로 고안 덕정(弘安徳政)이라 불리는 정치 개혁을 추진하고 있던 아다치 야스모리(安達泰盛)가 장악하였는데, 야스모리의 시책은 도쿠소케의 세력을 소멸시키고 고케닌들의 기득권까지도 손을 대는 것이었기에 그의 위치는 막부 내에서 상당히 고립되어 있었다. 때문에 도쿠소케 집사(나이칸레이内管領)로써 사다토키의 유모의 남편이었던 다이라노 요리쓰나(平頼綱) 등 반대 세력과의 대립이 격화되었다.
고안 8년(1285년) 11월 17일 사다토키는 야스모리를 토벌하라는 명을 내리는데, 훗날 시모쓰키 소동(霜月騒動)이라 불리게 되는 이 사건은 요리쓰나의 참언이 배후에 있었다고 알려져 있다. 이 사건을 통해 야스모리 세력은 일소되었고 요리쓰나가 실권을 장악하고 권세를 휘두르게 되었다.

### 헤이젠몬의 난과 독재권력의 강화
조오(正応) 2년(1289년)에는 쇼군 고레야스 친왕을 물러나게 하고 히사아키 친왕(久明親王)을 새로운 쇼군으로 옹립하였다.
요리쓰나는 사다토키를 끼고 고케닌 보호를 전면에 내세움으로써 그것을 권력 기반으로 삼았으나 나이칸레이라는 도쿠소케의 가정기관(家政機関)의 수장으로써 강대한 권력을 지닌 한편으로 막부의 주요 구성원인 효조슈(評定衆)나 히키쓰케슈(引付衆)도 아닌 미우치비토(御内人)로 쇼군 가문을 섬기던 고케닌과 호조 가문을 섬기던 나이칸레이에는 애초에 신분차가 커서 막부 정치를 주도하는 일 자체에 무리가 있었다. 때문에 야스모리파의 생존자인 우쓰노미야 가게쓰나(宇都宮景綱) 등 유력 고케닌 등의 반대 세력에 의한 불만이 높아졌고 요리쓰나는 궁지에 몰린 끝에 도쿠소 피관(被官)에게 감찰권을 주어 강압적인 정치운영을 행하였는데 이를 통하여 성장했던 사다토키 자신으로부터도 반발을 느끼게 하였고 조오(正応) 6년(1293년) 4월 22일、사다토키는 막부 정치를 농단하고 있던 다이라노 요리쓰나와 그 일족을 가마쿠라에서 벌어졌던 이른바 에이닌 대지진(永仁大地震)의 혼란을 틈타 주살해버렸다. 역사에서 말하는 헤이젠몬의 난(平禅門の乱)이다.
실권을 되찾은 사다토키는 일문의 호조 모로토키(北条師時, 종형제. 무네마사의 아들로 훗날 제10대 싯켄이 되었다. 후술 참조)나 무네카타(宗方) 등을 발탁하고 시모쓰키 소동으로 쫓겨났던 가나자와 호조 가(金沢北条家)의 호조 아키토키(北条顕時) 등의 복권도 단행하여 아버지의 시대의 모습을 회복하는 것을 기본 방침으로 삼아 도쿠소케가 주도하는 전제정치를 강력하게 추진해 나아갔다. 10월에는 히키쓰케슈를 폐지하고 아키토키 ・ 모로토키 ・ 무네노부(宗宣, 훗날의 11대 싯켄. 후술 참조) ・ 나가이 무네히데(長井宗秀) ・ 우쓰노미야 가게쓰나 ・ 도키무라(時村) ・ 긴토키(公時) 등 7인을 신설한 집주(執奏)에 임명하는 등 야스모리파 등용을 뒷배경으로 삼아 소송 제도 개혁을 행하여 도쿠소케에 의한 전제정치의 강화에 힘썼다. 또한 몽골 침공 이후에도 사쓰마(薩摩) 인근 바다에 이국 선박이 출현하는 등의 사건이 발생하면서 에이닌(永仁) 4년(1296년)에는 진제이 단다이(鎮西探題)를 새롭게 설치하는 동시에 사이고쿠(西国)의 슈고들을 주로 호조 일족 등으로 채우는 등 사이고쿠 지배와 국방 강화를 행하였다. 그리고 몽골 침공에 의한 막대한 군비 출자 등으로 괴로워하던 중소 고케닌들을 구제하기 위하여 에이닌 5년(1297년)에 에이닌의 덕정령(永仁の徳政令, 간토고토쿠소関東御徳政)을 발포하였는데, 이는 빚더미에 오르는 역효과를 초래하여 오히려 고케닌들을 괴롭게 하였다.

### 싯켄 취임과 가겐의 난

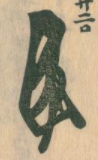
호조 사다토키의 수결(서명)

쇼안(正安) 3년(1301년) 가마쿠라에 살별이 출몰하고(오늘날 이 혜성의 정체는 핼리 혜성으로 추정되고 있다) 이를 천하가 어지러워질 흉조라 우려한 사다토키는 출가하여 싯켄직을 종형제인 호조 모로토키에게 넘겨주고, 출가한 뒤에도 막부 내에 은연중 정치력을 유지하였다.
가겐(嘉元) 3년(1305년) 4월 22일, 사다토키는 가마쿠라의 거택이 실화로 소실되어 모로토키의 처소로 옮겼는데, 그 다음날 나이칸레이 호조 무네카타에 의해 사다토키의 명령이라 하여 렌쇼(連署) 호조 도키무라가 살해되는 사건이 발생하였다. 사다토키는 5월 2일 도키무라 살해는 실수였다며 고다이인 다카요리(五大院高頼) 등을 주살하고 5월 4일에는 무네카타의 음모로 무네카타와 그 당여를 주살하였다. 가겐의 난(嘉元の乱)이다. 이 사건에 관해서는 싯켄 모로토키와 무네카타의 대립, 나아가 도쿠소 사다토키로부터 역대에 걸쳐 찬밥 신세였던 호조 무네노부의 대립이 배경이 되었다고 설명되고 있다.

### 어지러웠던 만년
도쿠지(徳治) 3년(1308년) 8월 4일에는 쇼군 히사아키 친왕을 폐하고 그 아들인 모리쿠니 친왕(守邦親王)이 새로운 쇼군으로 옹립되었다. 또한 어린 아들인 호조 다카토키(北条高時)의 입장을 굳건히 하는 포석으로써 나가사키 엔키(長崎円喜) ・ 아다치 도키아키(安達時顕)를 등용하여 그 두 사람을 다카토키의 보좌로써 내세웠다. 엔쿄(延慶) 2년(1309년) 1월에는 다카토키의 원복식을 거행하였다.
그러나 막부 안팎의 문제를 품고 가정적으로도 자식 둘을 일찍 떠나보내는 등 사다토키의 정치는 차츰 빛을 잃고 정열을 잃어갔다. 사다토키는 차츰 정무에 관심을 잃고 술에 빠지는 날이 많아졌고, 미우치비토 다이라노 마사쓰라(平政連, 나카하라 마사쓰라中原政連)로부터 그의 행실을 바로잡을 것을 호소하는 취지의 간언장을 받기도 하였다. 이 간언장은 『다이라노 마사쓰라 간초』(平政連諫草)라는 제목으로 남아 있다.
오초(応長) 원년(1311년) 9월 22일에는 다카토키가 성장할 때까지의 중계역으로써 싯켄을 맡았던 모로토키가 사망하고 가겐의 난에서 사다토키와 대립하던 무네노부가 싯켄으로 취임하는 등 만년의 사다토키 정권 아래서는 세대교체로 도쿠소 권력의 약체화가 진행되었고 사다토키가 다이라노 요리쓰나를 멸망시키고 쌓아올렸던 도쿠소 전제 체제는 붕괴해 갔다. 한편으로 최고 권력자인 사다토키 자신부터가 정무를 방기하고 나가사키 씨 등 미우치비토 ・ 외척 아다치 씨、호조 씨 서가(庶家) 등의 요리아이슈(寄合衆) 등이 주도하는 요리아이(寄合)로 막부는 돌아가고 있었고 도쿠소도 쇼군처럼 막부 내에서 장식이나 다름없는 처지에 놓이는 결과를 초래하였다.
사다토키는 모로토키의 뒤를 따르듯 한 달 뒤인 10월 26일(1311년 12월 6일)에 사망하였다. 향년 41세(만 39세 사망). 죽음에 임해서 사다토키는 나가사키 엔키와 아다치 도키아키 두 사람을 불러들여서 다카토키를 보좌하여 막부를 번성하게 할 것을 명하였다고 한다.
사다토키의 묘소는 가마쿠라 시 야마노우치(山ノ内)의 서록산(瑞鹿山) 원각사(円覚寺)의 탑두(塔頭) 불일암(仏日庵)에 위치해 있으며, 사다토키의 목상도 이곳에 봉납되어 있다.
다카토키는 겨우 아홉 살의 나이에 도쿠소의 가독(家督)을 이었는데 이미 사다토키 만년에 도쿠소 지위는 껍데기밖에 남아있지 않았고 정치적인 주도권을 발휘할 기회도 없이 형식적인 존재에 그쳤으며 최종적으로 겐코(元弘) 3년(1333년)의 이른바 겐코의 난(元弘の乱)이라 불리는 사건으로 도쿠소도 가마쿠라 막부도 멸망을 맞이하였다.

## 일화와 평가

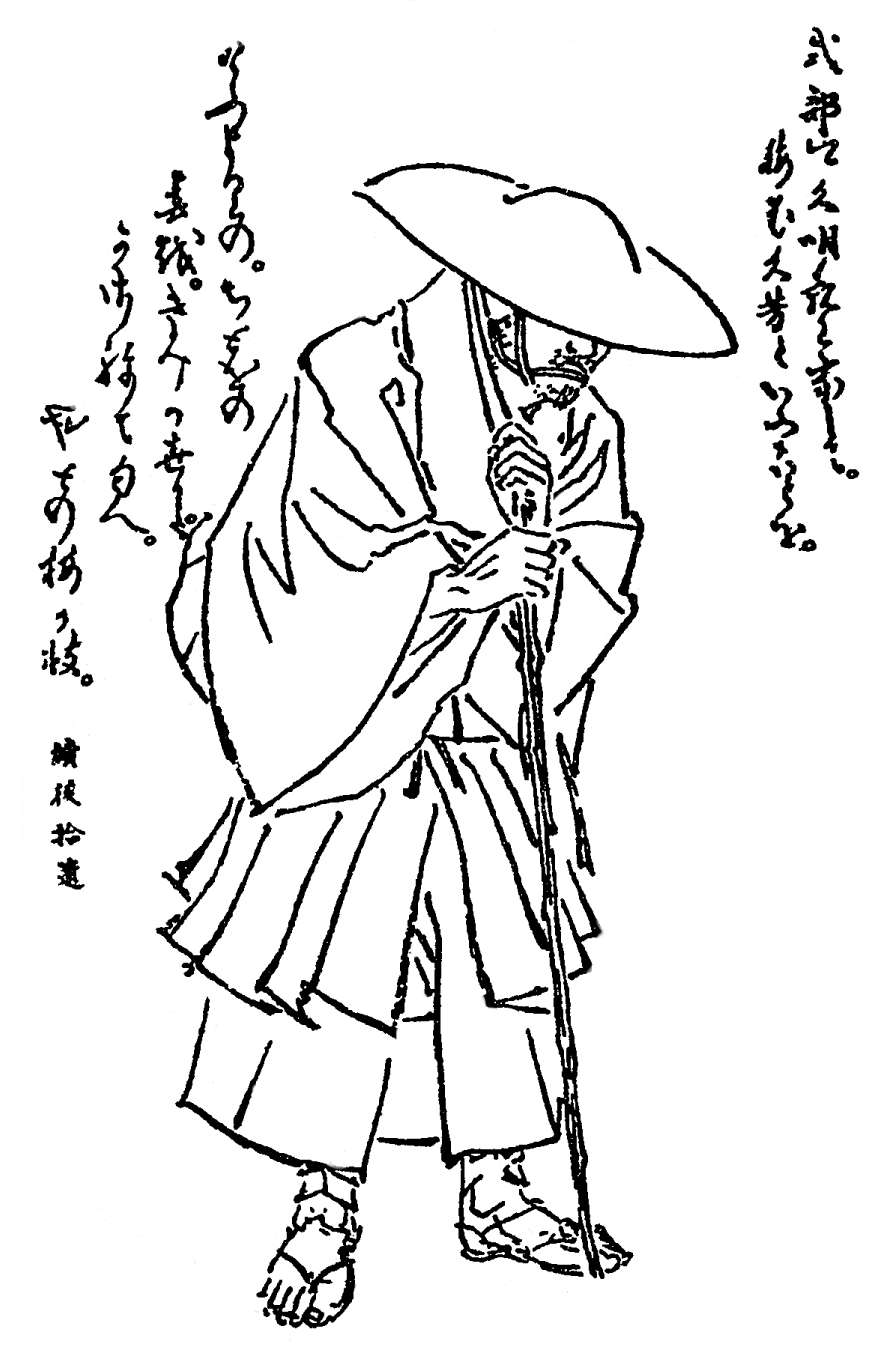
변장하고 전국을 유람하는 호조 사다토키

일본의 고전 『태평기』(太平記)에는 사다토키가 할아버지인 5대 싯켄 호조 도키요리(北条時頼)와 마찬가지로 각지를 떠돌며 술시하였다는 전설이 있다.
사다토키는 도쿠소에 의한 전제 강화를 통해 막부의 권위 회복에 나섰고, 이 개혁을 도운 것이 도쿠소의 측근으로 활약했던 나가사키 엔키와 미우치비토들이었다. 그러나 도쿠소와 그 주변으로의 권력 집중은 이윽고 미우치비토를 비롯한 막부 수뇌부로의 권력 집중을 재촉하였고 정치의 부패 등으로 이어졌다. 정치의 혼란은 아쿠토(悪党)라 불리는 세력들의 준동 등 사회 불안을 야기하였으며, 훗날의 고다이고 천황(後醍醐天皇)에 의한 도막(討幕) 운동이 시작되는 하나의 단초를 제공하였다.
만년의 사다토키의 행장은 흐트러져서 매일 술자리를 열었는데 일문인 호조 사다아키(北条貞顕, 가나자와 사다아키) 등도 그 난행을 탄식하는 서장에서 「날마다 술을 자시면서 그때 무슨 일이 있었는지도 기억하지 못하신다. 어지럽도다, 어지럽도다」(連日御酒、当時何事もさたありぬとも覚えず候、欺き入り候、欺き入り候)라고 평하였으며 또한 사다아키는 엔키에게 주상을 부탁한 용건이 해를 넘기고도 아직 주상하지 않은 일에도 당황했다고 한다(엔쿄 3년 초두에 있었던 사다아키의 서장). 이러한 사다토키의 난행이 후대인 다카토키의 난행으로 인용되는 일도 있었다.

## 같이 보기
- 원나라의 일본 원정
- 에이닌의 덕정령

| 전임 호조 도키무네 | 제8대 가마쿠라 막부 싯켄 호조씨 도쿠소 | 후임 호조 다카토키 |